# Улрих I фон Лойхтенберг
Улрих I фон Лойхтенберг (на немски: Ulrich I von Leuchtenberg; * 1293; † 23 ноември 1334 във Валдербах, Бавария) е ландграф на Лойхтенберг (1293 – 1334).
Той е син на Гебхард VI (1230 – 1293) и Юта фон Шлюселберг (1260 – 1309). Той има една сестра Беатрикс фон Лойхтенберг († 25 април 1334).
Улрих I купува обратно продадените собствености, други замъци и по-късния резиденция-град Пфраймд. Бие се заедно с Лудвиг Баварски в битката при Гаммелсдорф (9 ноември 1313).
Улрих I умира на 23 ноември 1334 г. и е погребан в манастир Валдербах. Синовете му си поделят отново страната.

## Фамилия
Улрих I се жени за Елизабет. Те имат една дъщеря:
- Кунигунда (ок. 1303 – 1382), абатеса, омъжена 1321 г. за граф Ото VI фон Ваймар-Орламюнде († 1340)

Улрих I се жени втори път на 23 април 1328 г. за Анна фон Цолерн-Нюрнберг (* 1314; † 1340), дъщеря на бургграф Фридрих IV фон Нюрнберг. Те имат децата:
- Маргарета (* 1320; † 1380), омъжена I. 1337 г. за Йохан I фон Халс († 1347/1348), II. 1349 г. за Хайнрих фон Нойхауз († 1364)
- Елизабет (* 1325; † 25 юли 1361), омъжена през 1349/1350 г. за граф Йохан I фон Хенеберг-Шлойзинген († 1359)
- Анна (* 1327; † 11 юни 1390), омъжена 1340 г. за Крафт III фон Хоенлое-Вайкерсхайм († 1371)
- Улрих II (* 1328; † 1378), ландграф, получава Запада, женен пр. 1354 г. за Маргарета фон Фалкенберг († сл. 1399)
- Йохан I (1330; † 1407) получава Изтока, женен I. 1353 г. за Марцела фон Розенберг († 1380), II. 1398 г. за Елизабет фон Вайнсберг († 1415)